# Matteo Pertsch
Matteo Pertsch, né en 1769 à Buchhorn et mort le 11 avril 1834 à Trieste, est un architecte et ingénieur autrichien à l'origine de plusieurs bâtiments historiques à Trieste et dans l'actuelle Slovénie.

## Biographie

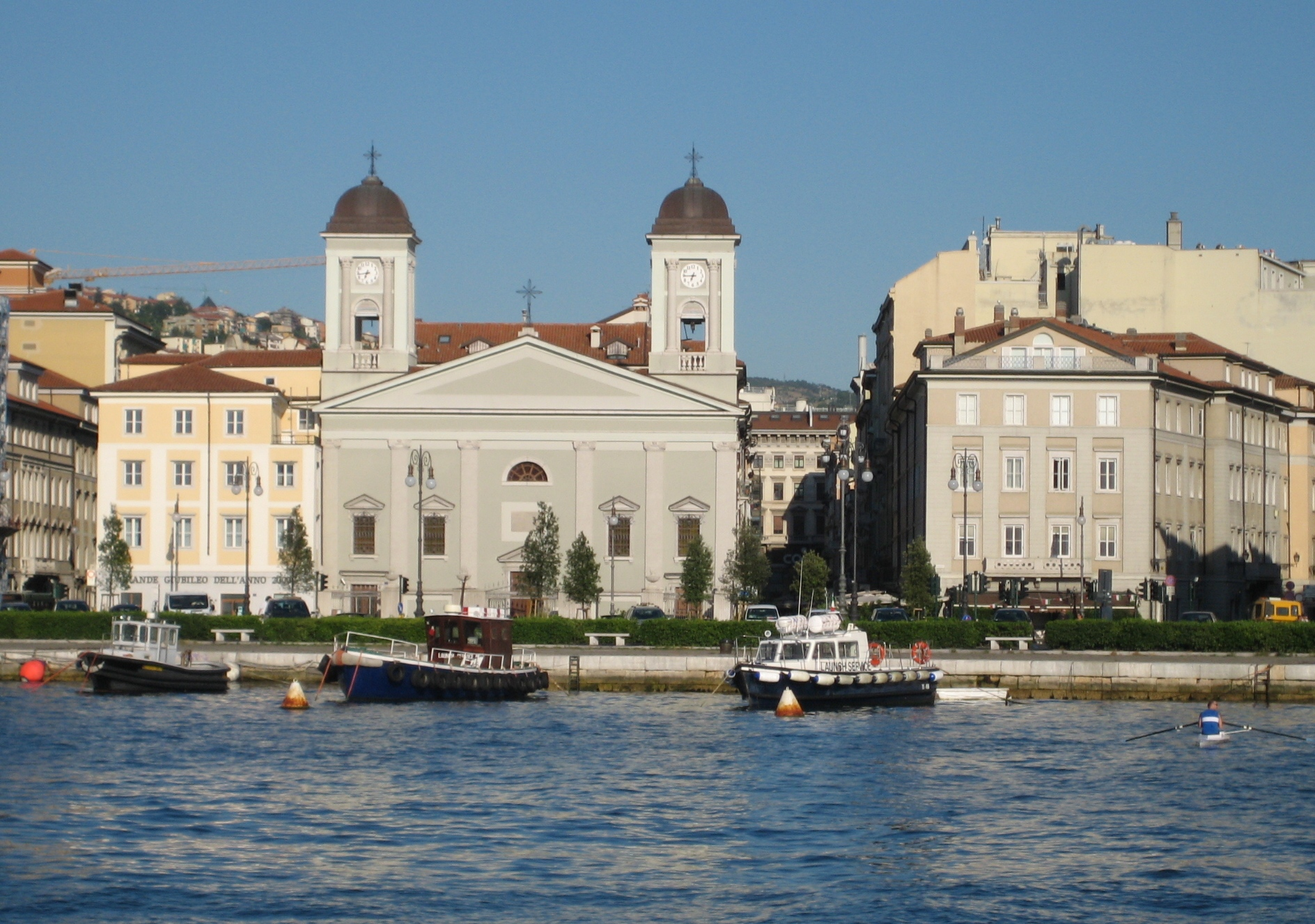
Église San Nicolo dei Greci à Trieste.

Né à Buchhorn (aujourd'hui Friedrichshafen, dans le sud de l'Allemagne) dans une famille d'origine allemande, il commence sa carrière en 1790 à Milan, où il étudie à l'Académie des beaux-arts de Brera. Son professeur est l'architecte italien Giuseppe Piermarini. Pertsch s'est notamment occupé des façades du Théâtre Verdi à Trieste où il a aussi conçu le phare de la ville.
En 1802, il épouse Maddala Vogel qui lui donne trois filles et quatre fils, dont trois poursuivront une carrière d'architecte.